# Svjetsko prvenstvo u rukometu za žene – Rumunjska 1962.
Svjetsko prvenstvo u rukometu za žene 1962. održano je u Rumunjskoj od 7. do 15. srpnja 1962. godine.

## Konačni poredak
1. Rumunjska
2. Danska
3. Čehoslovačka
4. Jugoslavija